# Asclepias michauxii
Asclepias michauxii är en oleanderväxtart som beskrevs av Joseph Decaisne. Asclepias michauxii ingår i släktet sidenörter, och familjen oleanderväxter. Inga underarter finns listade i Catalogue of Life.